# Leichtathletik-Länderkämpfe mit deutscher Beteiligung 1935
| Leichtathletik-Länderkämpfe mit deutscher Beteiligung 1935 | Leichtathletik-Länderkämpfe mit deutscher Beteiligung 1935 | Leichtathletik-Länderkämpfe mit deutscher Beteiligung 1935 | Leichtathletik-Länderkämpfe mit deutscher Beteiligung 1935 |
| ---------------------------------------------------------- | ---------------------------------------------------------- | ---------------------------------------------------------- | ---------------------------------------------------------- |
|                                                            |                                                            |                                                            |                                                            |
| 1. Länderkampf 1935, Männer: SUI – GER                     |                                                            |                                                            |                                                            |
| Zürich 28. Juli 1935                                       | Zürich 28. Juli 1935                                       | 1. GER 2. SUI                                              | 84 P 54 P                                                  |
| 2. Länderkampf 1935, Männer: ENG – GER                     |                                                            |                                                            |                                                            |
| London 11. August 1935                                     | London 11. August 1935                                     | 1. GER 2. ENG                                              | 75 P 61 P                                                  |
| 3. Länderkampf 1935, Männer: FIN – GER                     |                                                            |                                                            |                                                            |
| Helsinki 24./25. August 1935                               | Helsinki 24./25. August 1935                               | 1. FIN 2. GER                                              | 103,5 P 99,5 P                                             |
| 4. Länderkampf 1935, Frauen: GER – POL                     |                                                            |                                                            |                                                            |
| Dresden 25. August 1935                                    | Dresden 25. August 1935                                    | 1. GER 2. POL                                              | 60,5 P 38,5 P                                              |
| 5. Länderkampf 1935, Männer GER – ITA – JPN – SWE – HUN    |                                                            |                                                            |                                                            |
| Berlin 31. August / 1. September 1935                      | Berlin 31. August / 1. September 1935                      | 1. SWE 2. GER 3. HUN 4. JPN 5. ITA                         | 57,0 P 52,5 P 40,0 P 33,0 P 26,5 P                         |
| 6. Länderkampf 1935, Männer: FRA – GER                     |                                                            |                                                            |                                                            |
| Paris 15. September 1935                                   | Paris 15. September 1935                                   | 1. GER 2. FRA                                              | 102 P 48 P                                                 |
| Chronik                                                    |                                                            |                                                            |                                                            |
| ← Länderkämpfe 1934                                        | ← Länderkämpfe 1934                                        | Länderkämpfe 1937 →                                        | Länderkämpfe 1937 →                                        |

Wie 1934 wurden auch im Jahr 1935 sechs Leichtathletik-Länderkämpfe mit deutscher Beteiligung durchgeführt, allerdings nur einer für die Frauen, nachdem es im Jahr zuvor zwei Frauenländervergleiche in der Leichtathletik gegeben hatte. Die Sportlerinnen trugen ihre Begegnung wie 1934 mit Polen aus. Diesmal war Deutschland das Gastgeberland, der Vergleich fand am 25. August in Dresden statt.
Sportlich gesehen gab es 1935 keine großen internationale Meisterschaften. In den geraden Jahren wurden in der Leichtathletik entweder Olympische Spiele oder Europameisterschaften angeboten, die ungeraden Jahren waren in der damaligen Zeit diesbezüglich Zwischenjahre.
Auch 1935 gab es aufgrund des Arier-Erlasses aus dem Jahr 1933 sowie der gerade verabschiedeten Nürnberger Gesetze erhebliche Einschränkungen für jüdische Sportlerinnen und Sportler, denen die Teilnahme an den Meisterschaften größtenteils verwehrt blieb. Der Sport diente der Reputation des herrschenden Regimes.
Die Männer führten fünf Länderkämpfe in der Leichtathletik durch. Gegner waren wie jedes Jahr die Schweiz (in Zürich) und Frankreich (in Paris), darüber hinaus gab es Aufeinandertreffen mit England in London und Finnland in Helsinki. Außerdem wurde ein nach 1925 zweiter Fünf-Länder-Vergleich ausgetragen. Er fand in Berlin statt, Gegner des deutschen Männerteams waren Italien, Japan, Schweden und Ungarn. Die ungarische Mannschaft war auch schon beim ersten Fünf-Länder-Vergleich dabei, gegen Italien trug Deutschland seine erste Länderbegegnung überhaupt aus.

## Das Olympiajahr 1936
Das kommende Jahr 1936 war wieder ein olympisches Jahr. In der deutschen Sportpolitik nahmen die Olympischen Spiele 1936 einen besonders hohen Stellenwert ein. Mit Berlin war Deutschland Gastgeber, die deutschen Sportler sollten sich besonders erfolgreich zeigen, um die Reputation im Ausland zu steigern. Der Fokus war ganz auf diese Veranstaltung ausgerichtet. So wurden zum Beispiel bei den Deutschen Leichtathletik-Meisterschaften 1936 alleine die Disziplinen ausgetragen, die auch olympische waren. Wettbewerbe in der Frauenleichtathletik wie der 200-Meter-Lauf, das Kugelstoßen und weitere wurden vorübergehend aus dem Programm gestrichen, weil sie nicht olympisch waren. Auf den Länderkampfbetrieb wirkte sich diese Konzentration auf die Spiele ebenfalls aus, es fand kein einziger Vergleich statt. Erst 1937 wurden wieder deutsche Länderkämpfe ausgetragen – nun allerdings mit gesteigerter Anzahl, denn es gab elf solcher Begegnungen.

## Flagge des Deutschen Reichs
Mit dem Reichsflaggengesetz (RGBl. I S. 1145) verordnete der Reichstag vom 15. September 1935 an für alle offiziellen Anlässe des Deutschen Reichs den Einsatz einer neuen Reichsflagge. Auch für Sportereignisse und die Darstellung von Sportresultaten wurde im Deutschen Reich von da an diese Flagge eingesetzt. So lässt es sich nicht vermeiden, die Fahne mit dem Hakenkreuzsymbol im Sinne einer zeitgerechten Darstellung auch hier in Wikipedia-Artikeln zu verwenden. In diesem Beitrag kommt der Einsatz erstmals im Länderkampf gegen Frankreich am 15. September zum Tragen.

## Bilanz und Wertungsmodus
Der Frauenländerkampf endete mit einem Sieg. Somit konnten die Leichtathletinnen in ihren sieben Vergleichen mit vier Siegen und drei Niederlagen zum ersten Mal eine positive Bilanz aufweisen. Die Männer beendeten drei ihrer Länderkämpfe erfolgreich und lagen in den Begegnungen mit Finnland sowie im Fünf-Länder-Vergleich als Zweiter hinter Schweden zweimal nicht vorn. Somit hatten die Männer bei jetzt drei Niederlagen 31 ihrer insgesamt 34 Länderkämpfe gewonnen. In der Summe hatte es am Ende des Jahres 41 Länderkämpfe mit deutscher Beteiligung gegeben mit 35 Siegen und sechs Niederlagen.
Die Regeln zur Punktevergabe in den verschiedenen Begegnungen blieben weiterhin unterschiedlich, noch hatte sich ein durchgängig festes Wertungssystem nicht etabliert. Abweichungen gab es sowohl in den Einzelwettbewerben als auch in den Staffeln.
Übereinstimmend traten in allen Länderkämpfen mit zwei Nationen in jeder Einzeldisziplin jeweils zwei Athleten pro Land an. Der Sieger erhielt fünf Punkte, der Zweitplatzierte drei und der Drittplatzierte zwei Punkte. Der Sportler auf dem vierten Rang kam noch mit einem Punkt in die Wertung. Dies war die später durchgängig gültige Regelung. Davon abweichend erhielten nur im Aufeinandertreffen mit der Schweiz die Sieger nur vier statt fünf Punkte. In den Staffeln trat in jedem Wettbewerb ein Team pro Nation an. Bezüglich der Punktevergabe in den Länderkämpfen mit zwei Nationen kamen in den Staffeln drei unterschiedliche Wertungen zur Anwendung: (1) Die siegreiche Mannschaft erhielt 3 Punkte, die zweitplatzierte 1 Punkt (das später übliche System) / (2) Siegerstaffel: 7 Punkte, Staffel auf Platz zwei: 4 Punkte / (3) Siegerstaffel: 5 Punkte, Staffel auf Platz zwei: 2 Punkte.
Im Fünf-Ländervergleich stellte jede Nation in den Wettbewerben je zwei Einzelteilnehmer und je eine Staffel. Die detaillierte Wertung ist unten im Abschnitt Fünf-Länderkampf beschrieben.

## Länderkampf der Männer gegen die Schweiz
Der alljährliche Vergleich mit der Schweiz war der erste Länderkampf des Jahres 1935. Am 28. Juli trafen sich die beiden Mannschaften in der Schweizer Stadt Zürich. Den insgesamt 36. Ländervergleich einer deutschen Mannschaft und den fünfzehnten mit der Schweiz gewann Deutschland mit 84 zu 54 Punkten.
Die Wertung wurde gestaltet wie gewohnt in den Begegnungen der beiden Teams. Abweichend vom später etablierten System bekam der Sieger in den Einzeldisziplinen vier statt fünf Punkte. Die Staffeln wurden mit drei zu eins gewertet.

## Länderkampf der Männer gegen England
Mit England hatten die deutschen Männer im vorletzten Jahr bereits einmal einen Länderkampf durchgeführt. Dieser hatte wie auch dieser jetzt in der englischen Hauptstadt London stattgefunden. Mit 75 Punkten gegenüber 61 Punkten der Engländer setzte sich Deutschland auch dieses Mal durch.
Gewertet wurde nach dem später üblichen System. Einzeldisziplinen: Pl. 1: 5 P, Pl. 2: 3 P, …, Pl. 4: 1 P / Staffel: Pl. 1: 3 P, Pl. 2: 3 P.

## Länderkampf der Männer Finnland
Im zweiten Aufeinandertreffen mit Finnland wurde wieder auf zwei Tage verteilt das erweiterte Wettbewerbsprogramm ausgetragen wie im letzten Jahr. Gastgeber am 24./25. August war die finnische Hauptstadt Helsinki und im Gegensatz zum ersten Vergleich gab es diesmal einen Sieg für das starke finnische Team. Mit 103,5 zu 99,5 Punkten unterlagen die deutschen Leichtathleten sehr knapp und mussten damit im 32. Männervergleich die zweite Niederlage hinnehmen.
Gewertet wurde in den Einzeldisziplinen nach dem später üblichen System: Pl. 1: 5 P, Pl. 2: 3 P, …, Pl. 4: 1 P. In den Staffeln lautete die Wertung: Pl. 1: 5 P, Pl. 2: 3 P.

## Länderkampf der Frauen gegen Polen
Ihre einzige Begegnung der Saison 1935 trugen die deutschen Frauen am 25. August in der deutschen Stadt Dresden gegen Polen aus. Die polnischen Leichtathletinnen waren zum zweiten Mal Gegnerinnen eines deutschen Frauenteams. Mit ihrem klaren Sieg von 60,5 zu 38,5 Punkten gestaltete sich Bilanz der deutschen Frauen zum ersten Mal positiv, drei Niederlagen standen nun vier Siegen gegenüber.
Gewertet wurde wie im Länderkampf des Vorjahres. Einzeldisziplinen: Pl. 1: 5 P, Pl. 2: 3 P, …, Pl. 4: 1 P / Staffeln: Pl. 1: 7 P, Pl. 2: 7 P.

## Fünf-Länderkampf
In der deutschen Hauptstadt Berlin wurde ein Fünf-Länderkampf der Männer ausgetragen zwischen Gastgeber Deutschland, Italien, Japan, Schweden und Ungarn. Der Wettbewerb fand auf zwei Tage verteilt statt am 31. August / 1. September. Hier setzte sich Schweden mit 4,5 Punkten Vorsprung vor Deutschland als Sieger durch. Ungarn folgte als Dritter 12,5 Punkte dahinter. Weitere sieben Punkte zurück lag Japan auf dem vierten Platz und sechseinhalb Punkte hinter den Japanern wurde Italien Fünfter.
In den verschiedenen Wettbewerben stellte jede Nation jeweils einen Teilnehmer bzw. eine Staffel. Die Sieger erhielten jeweils fünf Punkte, die Finalzweiten jeweils drei und die Dritten zwei. Die Viertplatzierten kamen noch mit einem Punkt in die Wertung, während Rang fünf keine Punkte brachte.

## Länderkampf der Männer gegen Frankreich
Der letzte Vergleich mit deutscher Beteiligung im Länderkampfjahr 1935 fand am 15. September in der französischen Hauptstadt Paris gegen Frankreich statt. Diese inzwischen traditionelle Begegnung zwischen den beiden Nationen war die zehnte und zum zehnten Mal gab es einen deutschen Sieg, der mit 102 zu 48 Punkten diesmal besonders hoch ausfiel.
Wie in den vorangegangenen Begegnungen zwischen Frankreich und Deutschland wurde nach dem später üblichen System der Punktevergabe gewertet.

## Hinweis
1. ↑  siehe dazu den Abschnitt „Geschichte“ im Artikel Sportverband